# Kraberk
Kraberk este o localitate din comuna Slovenske Konjice, Slovenia, cu o populație de 56 de locuitori.